# Округ Марион (Мисури)
Округ Марион (енгл. Marion County) је округ у америчкој савезној држави Мисури.

## Демографија
По попису из 2010. године број становника је 28.781, што је 492 (1,7%) становника више него 2000. године.
| Група             | 2000.          | 2010.          |
| Белци             | 26.236 (92,7%) | 26.202 (91,0%) |
| Афроамериканци    | 1.308 (4,6%)   | 1.417 (4,9%)   |
| Азијати           | 78 (0,3%)      | 153 (0,5%)     |
| Хиспаноамериканци | 252 (0,9%)     | 391 (1,4%)     |
| Укупно            | 28.289         | 28.781         |